# 뉴 허라이즌스 2호
뉴 허라이즌스 2호는 뉴 호라이즌스의 차기작으로 제안된 탐사선이다. TNO와 천왕성, 해왕성, 카이퍼 벨트를 탐사하는 것이 목적이며, 2002년 발사가 목표였다. 뉴 프론티어 계획에 제출되어 연구비까지 배정받았으나, 최종 선출에서 떨어졌다.

## 역사와 제작배경
뉴 프론티어 계획에 제출되어 연구비도 배정받고 발사일과 주요계획까지 모두 짜여 차기 후보작으로 여겨졌으나, 최종 선출에서 떨어졌다.

## 발사
2002년 발사된다는 것까지 정해졌다. 계획 중에 취소되어 발사체와 발사 장소는 정해지지 않았다.

## 지원, 개발, 투자
- NASA
- JPL

## 같이 보기
- 혁신적 성간 탐사선